# اسکار کامیلیون
اسکار کامیلیون (انگلیسی: Oscar Camilión; زاده ۶ ژانویهٔ ۱۹۳۰ – درگذشته ۱۲ فوریهٔ ۲۰۱۶) دیپلمات و سیاستمدار اهل آرژانتین بود. وی از ۲۹ مارس ۱۹۸۱ تا ۱۲ دسامبر ۱۹۸۱ وزیر امور خارجه این کشور بود.
اسکار کامیلیون در ۱۲ فوریه ۲۰۱۶، در سن ۸۶ سالگی در بوئنوس آیرس درگذشت.